# دهستان دلوار
دلوار، دهستانی است از توابع بخش دلوار شهرستان تنگستان در استان بوشهر ایران. 

## جمعیت
براساس سرشماری سال ۱۳۸۵ جمعیت آن ۱۵٬۱۰۹ نفر (۳٬۴۷۶ خانوار) بوده است.